# Alaudala somalica megaensis
Alaudala somalica megaensis is een ondersoort van de somalische kortteenleeuwerik uit de familie van de leeuweriken. 

## Verspreiding
De soort komt voor van zuidelijk Ethiopië tot centraal Kenia.